# Axonopus previpedunculatus
Axonopus previpedunculatus là một loài thực vật có hoa trong họ Hòa thảo. Loài này được Gledhill mô tả khoa học đầu tiên năm 1966.